# Riserva naturale Tirone Alto Vesuvio
La riserva naturale Tirone Alto Vesuvio è un'area naturale protetta della Campania istituita nel 1977.
Occupa una superficie di 1.005 ettari nella città metropolitana di Napoli e fa parte del Parco nazionale del Vesuvio.

## Fauna
Nel Parco vi sono roditori come il ghiro, il topo quercino e il topo selvatico, vi sono lagomorfi come il coniglio selvatico europeo e la lepre europea, vi sono carnivori come la donnola, la faina e la volpe. In più vi sono anche molti rettili e molti anfibi come il rospo smeraldino, la rana verde, il cervone, il biacco, la lucertola e la vipera comune.